# United States Army Special Operations Command
United States Army Special Operations Command (Airborne) eller USASOC, styrer de forskellige eliteenheder i US Army, og det er den største myndighed i United States Special Operations Command (USSOCOM). Deres overordnede opgaver er at organisere, undervise, mobilisere, træne, deployere, udstyre og bestyre eliteenhederne så de kan klare de internationale operationer.